# Suter (Militärsystem)
Suter ist ein Computersystem, das von BAE Systems entwickelt wurde und feindliche Computernetzwerke und Kommunikationssysteme angreifen soll. Der spezielle Einsatzbereich ist die Störung integrierter Luftabwehrsysteme. Das Projekt wurde geleitet durch Big Safari, eine Abteilung der United States Air Force.
Drei Generationen von Suter wurden bislang entwickelt. Suter 1 ermöglicht den Bedienern, die Radarüberwachung des Feindes mit zu beobachten. Suter 2 erlaubt zusätzlich die Übernahme der Kontrolle feindlicher Netzwerke und Sensoren. Das im Sommer 2006 getestete System Suter 3 ermöglicht außerdem die Übernahme der Kommunikationsverbindungen strategischer Ziele des Feindes, wie beispielsweise stationärer oder mobiler Flugabwehrraketen.
Das Suter-System wurde getestet mit Flugzeugen wie der Lockheed EC-130, Boeing RC-135 und der General Dynamics F-16CJ. Es wurde seit 2006 aktiv eingesetzt im Irak und in Afghanistan.
Vertreter der U.S. Air Force haben spekuliert, eine ähnliche Technologie könne durch das israelische Militär verwendet worden sein, um syrische Radaranlagen während der Operation Orchard am 6. September 2007 außer Gefecht zu setzen, als israelische Kampfjets in den syrischen Luftraum eindrangen und nach offiziellen israelischen Angaben eine Militäranlage bombardierten. Der Verdacht erscheint insofern angebracht, als die eingesetzten F-15- und F-16-Kampfjets der IAF nicht mit Stealth-Technik ausgestattet sind und eigentlich durch die syrischen Radarsysteme hätten erkannt werden müssen, die wiederum auf russischer Technologie beruhen sollen.